# Sicily Island
La ville de Sicily Island est située dans la paroisse de Catahoula, dans l’État de Louisiane, aux États-Unis. Sa population s’élevait à 526 habitants lors du recensement de 2010, estimée à 483 habitants en 2017.

## Personnalité liée à la ville
- Sonny Simmons est né à Sicily Island en 1933.

## Source
- (en) Cet article est partiellement ou en totalité issu de l’article de Wikipédia en anglais intitulé « Sicily Island, Louisiana » (voir la liste des auteurs).